# Lauren Samuels
Lauren Samuels (1992) è un'ex sciatrice alpina statunitense.

## Biografia
Attiva in gare FIS dal dicembre del 2007, in Nor-Am Cup la Samuels ha esordito il 2 dicembre 2008 in slalom speciale a Winter Park, piazzandosi 45ª, e ha conquistato due podi: il primo il 1º marzo 2010 in supergigante ad Aspen (3ª) e l'ultimo il 9 febbraio 2012 nelle medesime specialità e località (3ª). Ha disputato l'ultima gara in Nor-Am Cup il 18 marzo 2013 a Squaw Valley in supercombinata (12ª) e si è ritirata durante la stagione 2016-2017; la sua ultima gara è stata uno slalom gigante universitario disputato ad Alyeska il 28 gennaio, chiuso dalla Samuels al 15º posto. In carriera non ha debuttato in Coppa del Mondo né preso parte a rassegne olimpiche o iridate.

## Palmarès

### Nor-Am Cup
- Miglior piazzamento in classifica generale: 19ª nel 2012
- 2 podi:
  - 2 terzi posti